# Lecabela Quaresma
Lecabela Quaresma Dias da Fonseca (ur. 26 grudnia 1989 w Água Grande) – pochodząca z Wysp Świętego Tomasza i Książęcej portugalska lekkoatletka specjalizująca się przede wszystkim w biegach płotkarskich oraz trójskoku. Uczestniczka igrzysk olimpijskich.
W 2008 roku brała udział w Mistrzostwach Świata Juniorów, które odbywały się w Bydgoszczy. W biegu na 100 metrów przez płotki, pomimo poprawienia rekordu życiowego, Quaresma zajęła ostatnie miejsce w swoim biegu eliminacyjnym.
Na przełomie czerwca i lipca 2012 roku Lecabela Quaresma wzięła udział w Mistrzostwach Afryki w benińskim Porto-Novo. W biegu na 100 metrów przez płotki z wynikiem 15,59 s. odpadła w eliminacjach (4. miejsce na 6 startujących), natomiast w trójskoku zajęła 6. miejsce w finale.
W 2012 roku zakwalifikowała się również na Igrzyska w Londynie w konkurencji bieg na 100 metrów przez płotki. Podczas ceremonii otwarcia Igrzysk pełniła funkcję chorążej swojej reprezentacji. W swojej konkurencji zajęła ostatnie miejsce w drugim biegu eliminacyjnym, uzyskując jednak najlepszy wynik w sezonie – 14,54 s.
Reprezentując Portugalię, zajęła 7. miejsce w pięcioboju podczas halowych mistrzostw Europy w Belgradzie (2017), a także 22. miejsce na mistrzostwach świata w Londynie w tym samym roku.

## Rekordy życiowe

### Na stadionie
| Konkurencja  | Rezultat | Data                 | Miejsce            |
| ------------ | -------- | -------------------- | ------------------ |
| 100 m p. p.  | 13,56    | 17 czerwca 2017(dts) | Kladno             |
| rzut dyskiem | 33,27    | 8 lipca 2006(dts)    | Guimarães          |
| trójskok     | 13,31    | 2 czerwca 2011(dts)  | Bonneuil-sur-Marne |

### W hali
| Konkurencja | Rezultat | Data                | Miejsce |
| ----------- | -------- | ------------------- | ------- |
| 800 m       | 2:16,49  | 3 marca 2017(dts)   | Belgrad |
| trójskok    | 13,34    | 17 lutego 2019(dts) | Braga   |